# Mary Wolverston
Mary Wolverston, également connue sous le nom de Lady Killigrew, (avant 1525 – après 1582), est une pirate anglaise active durant le règne d'Élisabeth Ire d'Angleterre.

## Biographie
Née dans une famille réputée du comté du Suffolk dans la région des Cornouailles, elle est la fille de Philip Wolverston, lui-même pirate connu, originaire de Wolverston Hall (maison familiale située dans le Suffolk) et veuve de Henry Knyvett. 
Elle est accusée de piraterie durant le règne de la reine Élisabeth Ire (1558-1603). Plusieurs sources confondent Lady Killigrew soit avec Elizabeth Trewennard (ou Trewinnard) la mère de son mari Sir John IV Killigrew et soit avec sa petite-fille par alliance, Jane Fermor.
Elle se marie avec à Sir John IV Killigrew d'Arwenack avec qui elle a deux filles et trois garçons. Sir John IV Killigrew est le second gouverneur royal du château de Pendennis construit sur les terres de la famille.

## Piraterie
Mary et son mari reçoivent et entreposent des biens volés dans leur maison, le manoir Arwenack, situé dans la ville de Falmouth (Cornouailles). Le château de Pendennis est construit par Henri VIII sur la propriété d'Arwenack appartenant à la famille Killigrew. Le beau-père de Mary, John III Killigrew (mort en 1567) est nommé premier gouverneur héréditaire du Château de Pendennis par Henri VIII. Après sa mort, Élisabeth Ire nomme Sir John IV Killigrew second gouverneur. Les fonctions de gouverneur autorisaient un contrôle sur toutes les cargaisons des bateaux naviguant dans la baie de Carrick Roads (le troisième plus grand port naturel au monde), et le long d'une partie de la côte sud. Sir John IV Killigrew se sert de sa position privilégiée pour s'en prendre aux cargaisons des navires qui arrivent jusqu'à lui. En 1567 Le manoir d'Arwenack est fortifié et utilisé pour entreposer la marchandise volée lors des raids sur les navires. Mary et son époux versent des pots-de-vin aux officiers pour les amener à autoriser leurs activités illicites. Mary joue un rôle actif dans la piraterie et apparemment apprécie plus l'aventure que son mari.
En janvier 1582, alors âgée de soixante ans, elle a vent d'une rumeur sur la présence d'un trésor à bord du navire espagnol, le Santa Maria de San Sebastian, ancré face au manoir d'Arwenack et elle envoie ses soldats s'emparer du navire et de la cargaison. En dépit des rumeurs, il semble peu probable qu'elle participe personnellement à l'attaque. Elle est arrêtée pour détention et recel de biens volés après la saisie de la cargaison de ce navire, dont un agent est tué pendant l'abordage du navire. Certains membres de sa famille sont également accusés. Mary est condamnée à mort à la suite de son procès. Deux de ses adjoints sont exécutés, mais elle-même, après une sentence la condamnant à mort, est finalement graciée par Élisabeth Ire. Le fils de Mary obtient sa sortie de prison après avoir payé des pots-de-vin. L'historien britannique Neville Williams décrit Mary (qu'il nomme par erreur Elizabeth) comme « une femme d'affaires dure et sans scrupules » qui dirigeait le manoir d'Arwenack et qui supervisa l'inhumation du trésor[Lequel ?] dans son jardin. 
Elle meurt à une date inconnue dans la paroisse de St Budock, dans les Cornouailles à proximité d'Arwenack.

## Dans la fiction
L'identité de Mary Killigrew est souvent confondue avec celle de sa belle mère Elizabeth Trewinnard dans plusieurs sources mineures et œuvres de fictions. Lady Killigrew est probablement le personnage principal de la nouvelle historique The Grove of Eagles (Le Bosquet des aigles qui est la traduction du breton cornouaillais en anglais de Killigrew) de Winston Graham. Le narrateur de la nouvelle est son petit fils, il l'a décrit comme une femme d'une avidité insatiable et un grand désir de pouvoir, "elle savait ce qu'elle voulait et voulait tout ce dont elle entendait parler". Un autre personnage la dépeint comme "cette femme sévère et malfaisante".

## Descendance
Elle a plusieurs enfants :
- John V Killigrew (1557-1605), l'ainé et héritier, député, troisième gouverneur du Château de Pendennis[9],[10]. Il se maria avec Dorothy Monck, une sœur du général Georges Monk, 1er duc d'Albemarle (1608-1670), de qui il eut une descendance[11].
- Thomas Killigrew, deuxième fils, mort sans descendance[11].
- Simon Killigrew, troisième fils[11].
- Mary Killigrew, fille ainée[11].
- Katherine Killigrew (-1598) troisième femme de Sir Henry Billingsley (1538-1606) Lord maire de Londres[12].